# Энрико ди Монтескальозо
Родриго (на Сицилии принял имя Анри), граф де Монтескальозо (Enrico di Montescaglioso) (умер после 1172 года) — наваррский принц из династии Хименес, принимал активное участие в политической жизни Сицилийского королевства в эпоху регентства его сестры Маргариты Наваррской.

## Происхождение
Родриго — сын Маргариты де Л'Эгль, жены наваррского короля Гарсии IV Восстановителя. Гарсия IV никогда не признавал Родриго своим сыном, в Наварре Родриго считали бастардом. Тем не менее, такое сомнительное происхождение не мешало Родриго считать себя королевским сыном и претендовать на высокое положение на Сицилии.

## Прибытие на Сицилию
В 1166 году Маргарита Наваррская, сестра Родриго,  стала регентшей Сицилийского королевства при своём несовершеннолетнем сыне Вильгельме II. Не имея опыта в управлении государством, окружённая противоборствующими придворными партиями, Маргарита призвала на Сицилию своего брата. По приезде на Сицилию Родриго сменил своё неблагозвучное (для местного населения) имя на Анри, получил от сестры континентальное графство Монтескальозо и был помолвлен с одной из незаконных дочерей Рожера II. В скором времени Маргарита поняла, что брат совершенно не пригоден для управления страной,  и приказала ему уехать из Палермо в дарованное ему графство. Гуго Фальканд охарактеризовал Анри:
«Этот Арни был приземист, с очень редкой бородой и чересчур смуглым лицом. Он не отличался ни благоразумием, ни умением вести беседу; не интересовался ничем, кроме игры в кости, и желал только партнера для игры и достаточно денег, чтобы их проигрывать; он бездумно проматывал огромные суммы. Проведя недолго время в Палермо и растратив немереное количество денег, выданных ему королевой, он объявил о своем намерении отправиться в Апулию; но, оказавшись в Мессине, тут же нашел себе подходящее общество. В этом городе, который всегда давал приют чужестранцам, разбойникам и пиратам, обитали самые разные люди — поднаторевшие во всевозможных злодействах, знакомые со всеми пороками и не останавливавшиеся ни перед чем. Вокруг Анри вскоре собрались воры, грабители, фигляры и прихлебатели всех мастей; они бражничали днем и играли все ночи напролет. Когда королева об этом узнала, она направила ему сердитое письмо, призывая отплыть без промедлений. И он, как ни трудно ему это далось, последовал совету товарищей и отправился в Апулию».

## Интриги и заговоры
Летом 1167 года Анри, промотав все дарованные сестрой средства, вернулся в Палермо с намерением оттеснить от королевы Ришара Молизе. В столице Анри узнал, что Ришар давно уже оттеснён от власти новым любимцем королевы Стефаном дю Перш, архиепископом Палермо. Первоначально Анри пытался втереться в доверие к Стефану, но затем перешёл на сторону недоброжелателей архиепископа. Не умея держать язык за зубами, Анри проболтался о заговоре, и Стефан дю Перш успел упредить заговорщиков. 15 декабря 1167 года королевский двор переехал в Мессину, куда уже прибыл верный союзник Стефана Жильбер Гравинский. В Мессине Стефан созвал королевский совет, на который были приглашены заговорщики. На совете Анри укорил Стефана в злоупотреблении властью и потребовал передать ему княжество Таранто, при этом предполагалось, что в возникшей сумятице заговорщики убьют архиепископа. Но в ответ Жильбер Гравинский обвинил Анри в измене и арестовал его. Вслед за этим большинство заговорщиков были арестованы, после чего Стефан и королевская семья вернулись в Палермо. Анри де Монтескальозо был заключён в замке Реджо.
В марте 1168 года греческие жители Мессины, возмущённые самоуправством одного из друзей Стефана дю Перша, восстали и освободили Анри. Вслед за этим начался мятеж в Палермо, и архиепископ Стефан дю Перш был осаждён в колокольне кафедрального собора. Прибытие Анри во главе флотилии из 24 кораблей стало одной из причин капитуляции Стефана и его отъезда.
Изгнав Стефана, руководители мятежа раздели между собой важнейшие государственные посты, практически оттеснив от власти королеву Маргариту. Анри де Монтескальозо претендовал на роль участника и даже руководителя королевского совета, но против его кандидатуры единодушно высказались и Маргарита, и победившие мятежники. Анри де Монтескальозо была предложена крупная денежная сумма с условием, что он немедленно покинет Сицилию. Покинув Сицилию, Анри де Монтескальозо исчез из хроник, так что дальнейшая его судьба неизвестна.